# Teretriosoma
Teretriosoma — род жуков из семейства карапузиков.

## Систематика
Виды рода:
- Teretriosoma intrusum (Marseul, 1870)
- Teretriosoma chalybaeum Horn, 1873
- Teretriosoma conigerum Lewis, 1888
- Teretriosoma facetum Lewis, 1879
- Teretriosoma horni Lewis, 1889
- Teretriosoma latirostre Lewis, 1899
- Teretriosoma pinguis Casey, 1916
- Teretriosoma sexuale Schaeffer, 1905

## Экология и местообитания
Живут в древесине метопиума (Metopium) или леуцены (Leucaena). Являются хищниками и охотятся на хуков живущих в деревьях. Teretriosoma nigrescens используется как биологическое средство против одного из видов капюшонников — Prostephanus truncatus.